# Hörnefors bruk

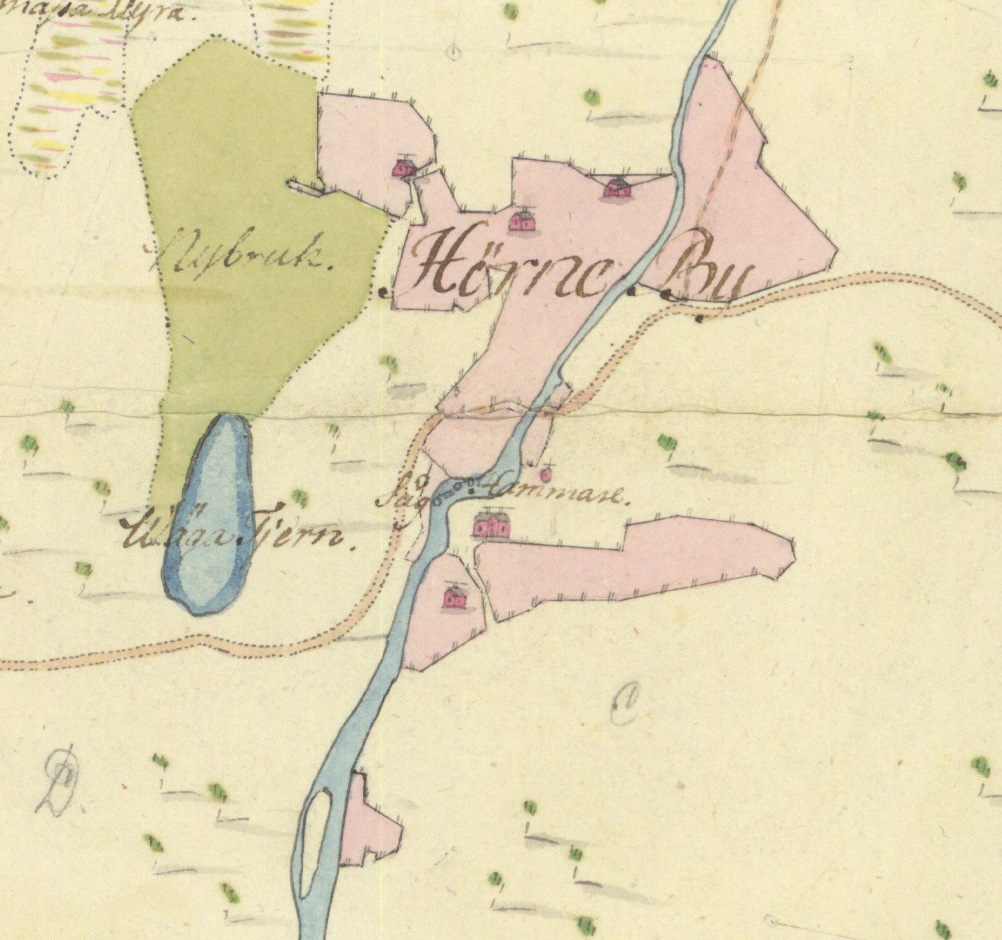
Utsnitt av en karta över Hörne by 1784 där "hammare" och "såg" markerats strax nedströms kustlandsvägens bro över Hörnån.

Hörnefors bruk var ett järnbruk vid Hörnån i Hörnefors i södra Västerbotten som var i drift 1775–1902. När verksamheten hade sin höjdpunkt i slutet av 1800-talet fanns masugn, stångjärnshammare, knipphammare, vällugn, gjuteri, valsverk och ett vattendrivet sågverk. Bruket anlades av regionala intressenter men övertogs under 1850-talet av finansiärer från Stockholm och Göteborg. Från och med 1865 bedrevs verksamheten i aktiebolagsform, först som Hörnefors AB och därefter som Hörneå AB. Sedan järnbruket lagts ned 1902 köptes bolaget av Frans Kempe och hans bolag Mo och Domsjö AB, som därmed blev ägare till stora skogsegendomar vid Hörnån.

## Manufakturverket anläggs 1775
Hörnefors bruk anlades 1775 av handelsmannen Olof Bjur från Umeå, som sedan tidigare ägde det finbladiga sågverket i Håknäs något längre söderut. Bjur hade 1774 ingått avtal med byamännen i Hörne om att få utnyttja en av de nedersta forssträckorna i Hörnån för att driva en järnindustri. Som ersättning erhöll Hörne byamän 300 daler kopparmynt samt löfte om att få leverera träkol till marknadsmässigt pris – bruket hade till en början inga egna skogar. Medfinansiärer i projektet var lantmätaren Jonas Edvard Törnsten och inspektoren Johan Rothof. Bjur ägde fem tolftedelar, Rothof lika mycket och Törnsten två tolftedelar.
När avtalet med byamännen var färdigt ansökte intressenterna om privilegium för en räckhammare för smide av stångjärn samt två knipphamrar för smide av mindre dimensioner. Produktionen beräknades bli 150 skeppund. Detta beviljades av bergskollegium i februari 1775.
Verksamheten i Hörnefors bestod till att börja med av manufaktur, det vill säga produktion av smärre järnvaror såsom spikar, hästskor, yxor, liar och beslag. Ämnesjärnet hämtades från Västerås och Gävle. Mästersmed blev en man vid namn Öberg från Torshälla som tidigare varit verksam vid Utansjö bruk men som flyttade till Hörnefors med sina söner, som även de var smeder. Produktionen var så omfattande att den räckte till för manufakturbehovet i hela Västerbotten och Ångermanland.
Redan efter något år avled verkets grundare, Olof Bjur. Hans andel övertogs av handlanden Erik Esberg från Umeå, och efter ytterligare några ägarbyten förvärvades hela verksamheten av firman Esberg & Grahn, som nu även tagit över Bjurs sågverk i Håknäs.

## Verksamheten utvidgas i slutet av 1700-talet

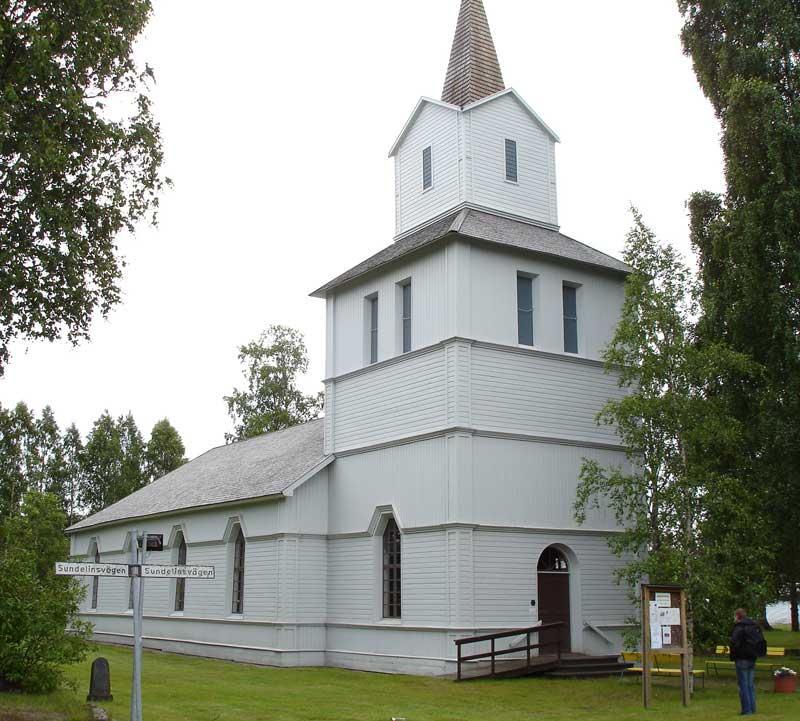
Hörnefors brukskyrka anlades medan Åberg & Grahn var brukets ägare i slutet av 1700-talet.

Eftersom manufakturverket i Hörnefors var mycket lönsam bestämde sig ägarna för att utvidga verksamheten till ett regelrätt järnbruk genom att anlägga en stångjärnshammare och en masugn. Tillstånd till detta beviljades 1788. Kort därefter anlades även ett finbladigt sågverk vid bruket och avtal träffades med bönderna i Hörne om timmerleveranser.
År 1790 trädde Umeåköpmannen Zachris Åberg in som intressent jämte sin svåger Mårten Grahn och firman bytte namn till Åberg & Grahn. De var även ägare till Strömbäcks glasbruk. Under deras tid anlades Hörnefors brukskyrka. År 1802 fick bruket egna rekognitionsskogar omfattande ett och ett fjärdedels mantal kronoallmänning. 

## Konjunkturerna sviktar efter 1806

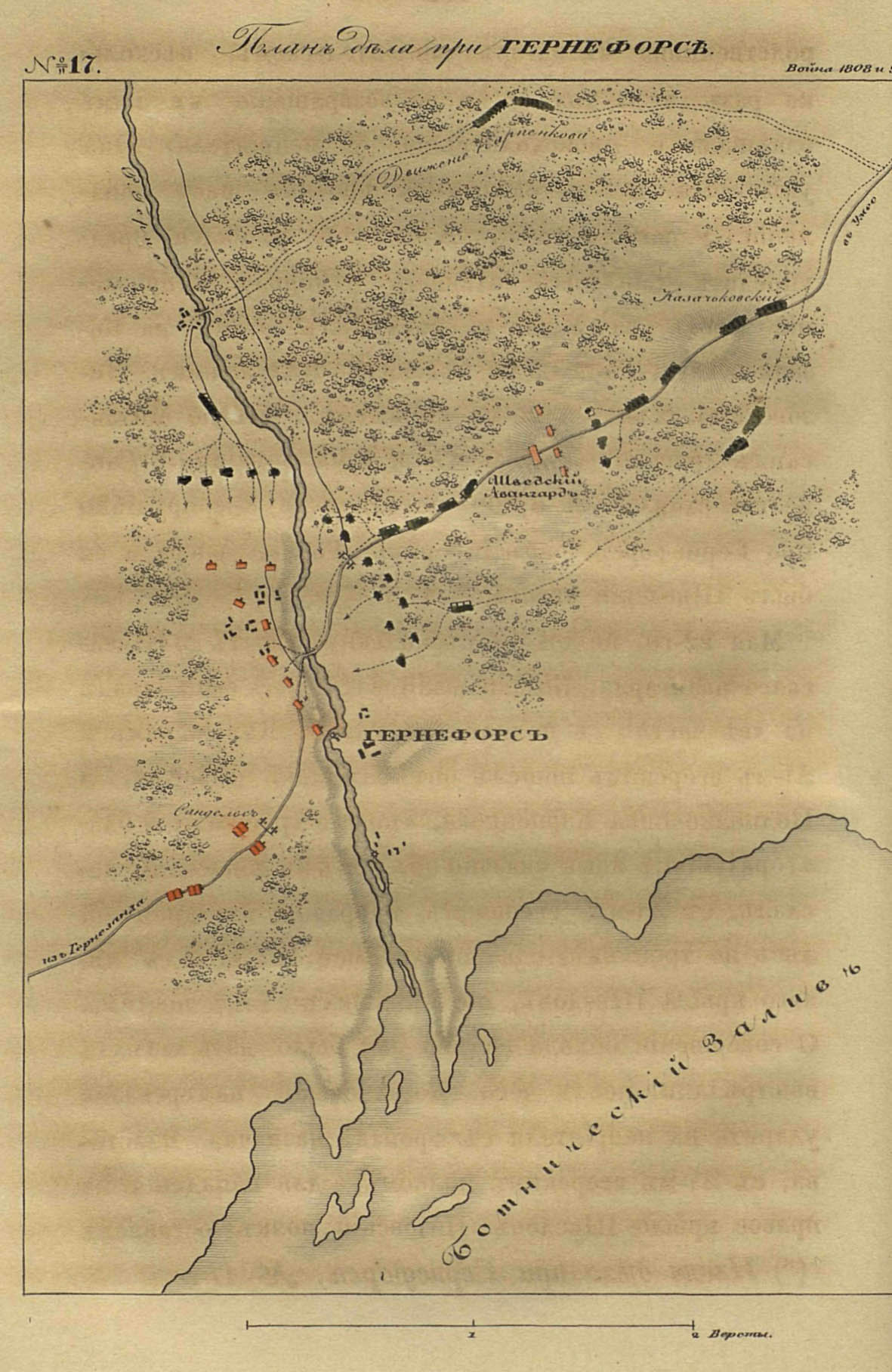
Rysk karta över slaget vid Hörnefors, där bruket markerats strax nedströms landsvägsbron över Hörnån.

Till följd av Napoleonkrigen upphörde den svenska järnvaruexporten till England nästan helt från och med 1806, och hela den svenska järnindustrin drabbades av stora svårigheter. Hörnefors bruk blev dessutom plundrat och eldhärjat 1809 i samband med slaget vid Hörnefors. Först 1816 kunde bruket gå upp till full drift igen. Därefter blev tiderna åter sämre och 1833 gick firman Åberg & Grahn i konkurs.
Efter konkursen köptes Hörnefors bruk 1836 av Karl R. Roth i Stockholm. Denne lade ned manufakturverket och satsade på en utvidgad tillverkning av stångjärn. På 1850-talet övertogs bruket av andra intressenter från södra Sverige, först A.G. Andersson och därefter P. Rosenwall. Det hade nu blivit olönsamt att framställa stångjärn av tackjärn som köpts söderifrån, varför det krävdes nya investeringar. År 1858 anlades ett stångjärnsvalsverk och tre lancashirehärdar tre kilometer uppströms den befintliga anläggningen, vid den plats som ännu kallas för Övre bruket eller Hammartorp. År 1860 tillkom en masugn vid Nedre bruket för egen tillverkning av tackjärn.

## Aktiebolag bildas 1865
För att skaffa fram kapital till den expanderande verksamheten bildades 1865 Hörnefors AB med grosshandlare Edwin Willerding i Göteborg (som bland annat var en av grundarna av Ahlafors spinneri) som den mest inflytelserike aktieägaren. Övriga aktier ägdes av stadsmäklaren H.W. Ström och grosshandlaren Karl Sivenius. Under denna epok ökades tillverkningen av tackjärn samtidigt som en vällugn, ett valsverk och ett finvalsverk uppfördes. Manufakturtillverkningen återupptogs och ett gjuteri tillkom. Verksamheten blev ändå inte lönsam, bland annat till följd av de svåra nödåren 1866–1867, och 1868 gick Hörnefors AB i konkurs.
År 1870 inköptes bruket av grosshandlaren J. F. Francke i Stockholm som bildade ett nytt bolag, Hörneå AB. Knappt hade de nya ägarna börjat sin verksamhet förrän stångjärnsverket brann ned den 14 juli 1872, och det dröjde till 1878 innan det var igång igen. Tillverkningen i masugnen fortsatte däremot utan avbrott. År 1880 uppgick tillverkningen till nära 38 000 centner tackjärn, drygt 16 000 centner stångjärn samt 600 centner manufaktur. Dessutom producerade brukets vattensåg årligen 500–1 000 standards.

## Verket läggs ned 1902 och övertas av Kempe
Under 1880-talet försämrades lönsamheten för de flesta järnbruk i Övre Norrland, så även i Hörnefors. Masugnen nedlades 1889, stångjärnsverket 1894, vällugnen och valsverket 1898 och manufakturverket 1902. Därmed var det slut med Hörnefors järnbruk.
Hörneå AB förfogade emellertid över betydande jord- och skogsegendomar utmed Hörnån. Av denna orsak köptes det 1903 av Frans Kempes Mo och Domsjö AB, som 1895 etablerat sig i trakten genom ångsågen på Norrbyskär. En viktig orsak till köpet var de diskussioner om skogsbolagens markförvärv som ägde rum under 1900-talets första år och som skulle utmynna i bolagsförbudslagen 1906. Genom köpet av Hörneå AB vidgades råvarubasen för sågverket på Norrbyskär väsentligt.
Hörnefors vattensåg var då fortfarande i drift med två dubbla sågramar och en produktion på upp emot 2 000 standards per år. Sågen drevs till en början vidare av Mo och Domsjö, men tillverkningskostnaderna var högre än vid ångsågarna och verksamheten lades därför ned i slutet av 1903. Året därpå började Frans Kempe i stället planera för en sulfitfabrik i Hörnefors.
Det jordbruk som drevs av Hörnefors bruk fanns kvar fram till 1925 och försörjde bland annat arbetarna på Norrbyskär med mjölk.

## Bruket idag

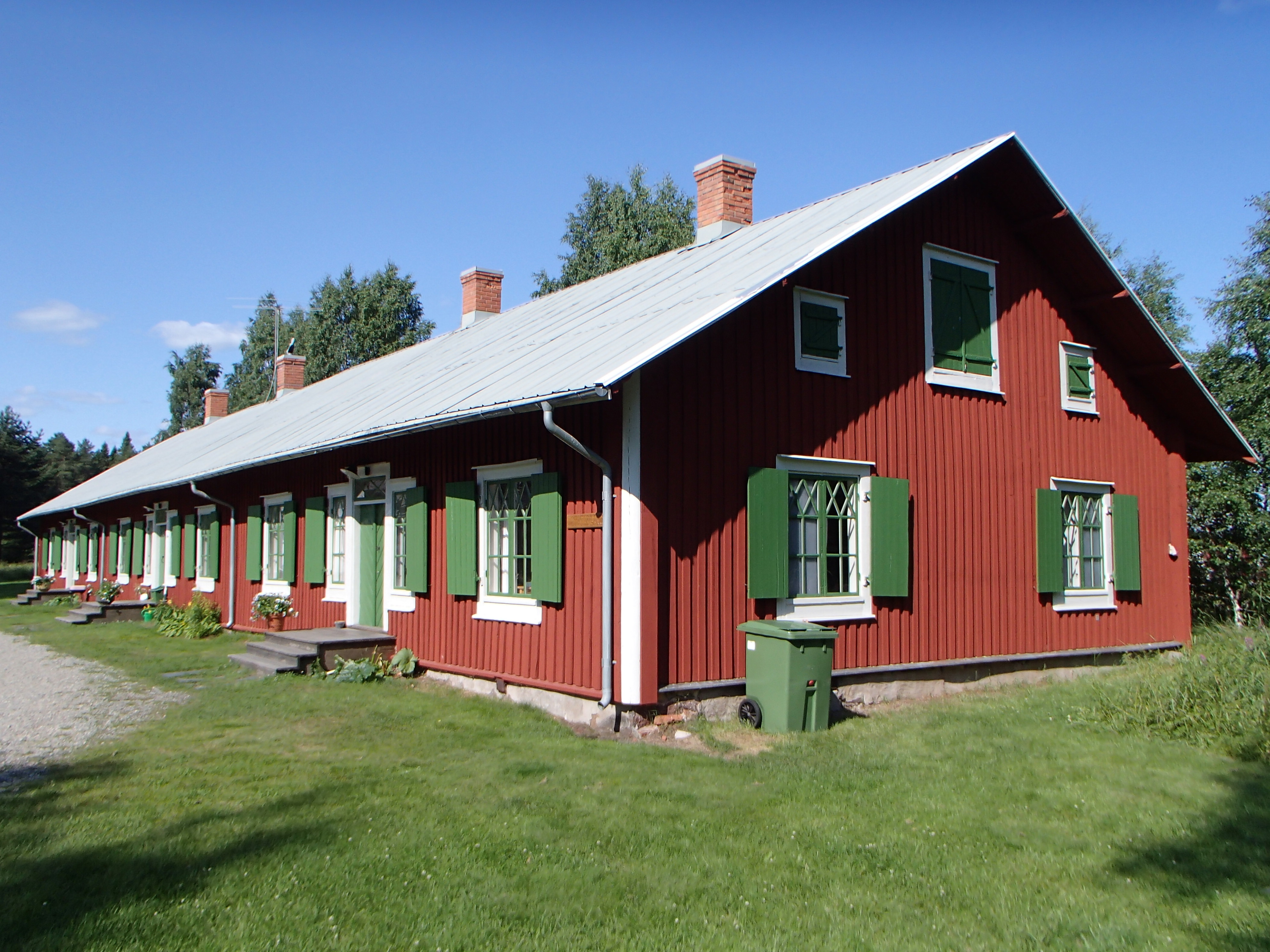
Den så kallade Statarlängan används idag som vandrarhem.

De byggnader som finns kvar från Hörnefors bruk är ett magasin från slutet av 1700-talet, kyrkan från 1796 samt en arbetarbostad, kallad Statarlängan, från 1890-talet. Endast grunder finns kvar av industribyggnaderna. De bevarade byggnaderna är sedan 1983 byggnadsminne. Statarlängan används idag som vandrarhem.
Kvar finns även herrgårdens två flygelbyggnader, som dock inte är skyddade. Huvudbyggnaden har flyttats bort. Under Botniabanans bro över Hörnån ligger en slagghög som är skyddad som fast fornlämning.

## Medicinhistoria
Sommaren 1881 diagnostiserades polio vid bruket och ett av Sveriges första polioutbrott dokumenterades. Sjukdomen konstaterades även i Gravmark norr om Umeå.